# Жилин, Виталий Валентинович
Виталий Валентинович Жилин (1934—1996) — советский шахматист, мастер спорта СССР (1958).
В Ростов-на-Дону выступал за ЦДСА. Лучший результат в первенствах РСФСР — 1959, 5—8 места. Победитель турнира мастеров и кандидатов в мастера в Баку, 1959. Чемпион Вооруженных Сил 1962. 